# Dirk Hoerder
Dirk Hoerder (* 15. Mai 1943 in Eutin, Schleswig-Holstein) ist ein deutscher Historiker und war Professor für Sozialgeschichte Nordamerikas an der Universität Bremen und für globale Migrationen an der Arizona State University. Er gilt als einer der Wegbereiter und führenden Vertreter der globalen Migrationsgeschichte.

## Leben
Hoerder studierte nach dem Abitur 1963 Geschichte, Politikwissenschaft und Englisch an der Freien Universität Berlin und der University of Minnesota in Minneapolis-St. Paul. 1968 schloss er den Master of Arts mit einer Arbeit über die revolutionären Townships von Massachusetts 1760–1780 ab und promovierte drei Jahre später an der FU Berlin über die Logik der riots in diesen Jahren. Im Sinne der Geschichtsschreibung der new left der 1960er und 70er Jahre beschrieb er die riots der scheinbar „unartikulierten“ Unterklassen als Auftakt zur Ära der europäischen Revolutionen.
Ab 1969 war Hoerder Assistent an der FU Berlin, am John-F.-Kennedy-Institut für Nordamerikastudien und Fellow an der Harvard University. Seit 1977 Hochschullehrer an der Universität Bremen, gründete er 1980 das Labor Migration Project mit über 90 Teilnehmerinnen und Teilnehmern aus 34 Kulturen Europas und Nordamerikas. Auf der Basis neuer Quellen, insbesondere der nicht-englischsprachigen Arbeiterpresse in den USA und Kanada, begann das Team eine Neukonzipierung der Geschichte der proletarischen Massenmigrationen in den atlantischen Ökonomien. Traditionelle Begriffe wie Assimilation, Immigration, Emigration wurden durch neue, wie schrittweise Akkulturation, ersetzt.
In den 1990er Jahren erfolgte eine Ausweitung der Geschichte der transatlantischen Arbeitsmigration zur globalen Migrationsgeschichte. Auf der Basis von Fernando Ortiz und kanadischen transdisziplinären Forschungen entwickelte Hoerder am Beispiel Kanadas das Konzept der Transkulturellen Gesellschaftsstudien. Diesem Modell zufolge verankern sich Kulturen einerseits regional und bringen andererseits gleichzeitig transkulturelle und interregionale Verknüpfungen hervor.
Das 2002 erschienene und 2003 mit dem Sharlin Prize der Social Science History Association ausgezeichnete Werk Cultures in Contact. World Migrations in the Second Millennium rekonstruiert die Migrationen in der jüdisch-christlich-islamischen Mittelmeerwelt und indigene wie kolonial induzierte Migrationen in allen Weltteilen seit dem 11. Jahrhundert. Im 19. Jahrhundert migrierten Menschen innerhalb mehrerer, sich teilweise überschneidender Migrationssysteme – neben den Wanderungsräumen Südostasiens und des Indischen Ozeans das transatlantische, russisch-sibirische sowie das transpazifische und nordchinesisch-mandschurische Migrationssystem. Durch die Weite seines Migrationsbegriffs, die Sprengung der durch die eurozentristisch-transatlantische Sichtweise gesetzten Grenzen und die Herausarbeitung globaler und lokaler Kontexte und Vernetzungen eröffnet das Buch neue Perspektiven für die globale Migrationsforschung: Migrationsprozesse und der durch sie ausgelöste kontinuierliche transkulturelle Wandel sind danach nicht als historische Ausnahmeerscheinungen zu verstehen, sondern als ein konstituierendes Element der Menschheitsgeschichte.
Er ist Mitglied des Rates für Migration.

## Arbeitsschwerpunkte
- Amerikanische Revolution und frühe nationale Periode
- Wissenschaftsgeschichte und -kritik: Auslands- und Amerikastudien in Deutschland, Canadian Studies in Canada, Area Studies in der longue-durée-Perspektive
- Transatlantische Migration und europäische Ausgangskulturen
- Transatlantische Migration und Deutschland als Transitland
- Globale Kontexte von Migration

Amerikanische Gewerkschafts- und vielkulturelle Arbeitergeschichte im 19. Jahrhundert
Globale Migrationsgeschichte und Akkulturation, 11. bis 20. Jahrhundert
Neuschreibung europäischer Geschichte: Nationalbewusstsein, Migration, transkultureller Austausch
Migrationslandschaft Nordamerika
- Nationale und multikulturelle Identitäten und Zugehörigkeiten

Kanadische ethnische Geschichte, Nationsbildung, Multikulturalismus
Einwanderer-Erfahrungen: Lebensgeschichtliche Zugänge
Akkumulation von sozialem Kapital unter jungen Migranten und einheimischen Jugendlichen in England, Deutschland und Kanada in den 1990er und 2000er Jahren

## Schriften (Auswahl)

### Monografien
- People and Mobs: Crowd Action in Massachusetts during the American Revolution, 1765–1780 (zugleich: Berlin, Freie Universität, Dissertation, 1971).[4]
- Protest, Direct Action, Repression. Dissent in American Society from Colonial Times to the Present. A Bibliography with introductions, chronological register of events cited and a survey of the development of social protest in U.S. history (München: Verlag Dokumentation, 1977), ISBN 978-3-7940-7009-1.
- Creating Societies: Immigrant Lives in Canada (Montreal: McGill-Queen’s Univ. Press, 1999).[5]
- Cultures in Contact: World Migrations in the Second Millennium (Durham, N.C.: Duke Univ. Press, 2002), ISBN 978-0-8223-2834-6.
- „To Know Our Many Selves Changing Across Time and Space“: From the Study of Canada to Canadian Studies (rev. ed. Edmonton: Athabasca Univ. Press, 2010), ISBN 978-1-897425-72-5.
- Geschichte der deutschen Migration vom Mittelalter bis heute (München: Beck, 2010), ISBN 978-3-406-58794-8.
- Migrations and Belongings (Cambridge, Mass: Harvard Univ. Press, 2014), ISBN 978-0-674-28131-8.

### Herausgeberschaften
- Labor Migration in the Atlantic Economies. The European and North American Working Classes During the Period of Industrialization (Westport, Ct.: Greenwood, 1985), ISBN 978-0-313-24637-1.
- mit Christiane Harzig, The Immigrant Labor Press in North America, 1840s-1970s. An Annotated Bibliography, 3 vols. (Westport, Ct.: Greenwood Press, 1987), ISBN 978-0-313-26077-3.
- mit Diethelm Knauf, Aufbruch in die Fremde. Europäische Auswanderung nach Übersee (Bremen: Temmen, 1992), ISBN 978-3-926958-95-2; English edition: Fame, Fortune and Sweet Liberty. The Great European Migration, transl. Thomas Kozak (Bremen: Temmen, 1992).
- mit Inge Blank und Horst Rössler, Roots of the Transplanted – East European Monographs, 2 vols. (New York: Columbia Univ. Press, 1994); vol. 1: „Late 19th Century East Central and Southeastern Europe“; vol. 2: „Plebeian Culture, Class and Politics in the Life of Labor Migrants“, ISBN 978-0-88033-288-0.
- mit Leslie Page Moch, European Migrants: Global and Local Perspectives (Boston: Northeastern Univ. Press, 1996), hardcover and paperback, ISBN 978-1-55553-242-0.
- mit Christiane Harzig, Adrian Shubert, The Historical Practice of Diversity: Transcultural Interactions from the Early Modern Mediterranean to the Postcolonial World (New York: Berghahn, 2003), ISBN 978-1-57181-377-0.
- mit Yvonne Hébert, Irina Schmitt, Negotiating Transcultural Lives: Belongings and Social Capital among Youth in Comparative Perspective – Transkulturelle Perspektiven 2 (Göttingen: V&R Unipress, 2005 und Toronto: Univ. of Toronto Press, 2006), ISBN 978-0-8020-9463-6.
- mit Christiane Harzig und Donna Gabaccia, What is Migration History? (Cambridge: Polity, 2009), ISBN 978-0-7456-4336-6.
- mit Donna Gabaccia, Connecting Seas and Connected Ocean Rims: Indian, Atlantic, and Pacific Oceans and China Seas Migrations from the 1830s to the 1930s, Studies in Global Social History, vol. 8 – Marcel van der Linden, ed. (Leiden: Brill, 2011), ISBN 978-90-04-19316-1.
- mit Nora Faires, Migrants and Migration in Modern North America: Cross-Border Lives, Labor Markets, and Politics (Durham: Duke, 2011), ISBN 978-0-8223-5051-4.
- mit Amarjit Kaur, Proletarian and Gendered Mass Migrations: A Global Perspective on Continuities and Discontinuities from the 19th to the 21st Century – Studies in Global Migration History 1 (Leiden: Brill, 2013), ISBN 978-90-04-25136-6.
- mit Elise van Nederveen Meerkerk, Silke Neunsinger, eds., Towards a Global History of Domestic and Caregiving Workers – Studies in Global Migration History 6 (Leiden: Brill, 2015), ISBN 978-90-04-29329-8.
- The Weak and the Powerful: A longue-durée and Comprehensive Perspective on Diasporas, Diasporas Online, 23–24 | 2014, online seit 1. Juni 2015; doi:10.4000/diasporas.298.

## Auszeichnungen
- 1996: John G. Diefenbaker Award des Canada Council.
- 2003: Sharlin Prize der Social Science History Association.[6]
- 2013: Doctorate honoris causa, Universität Nova Gorica, Slowenien.[7]